# Puerta de San Rafael
Puerta de San Rafael är en ort i Mexiko.   Den ligger i kommunen Corregidora och delstaten Querétaro Arteaga, i den centrala delen av landet, 170 km nordväst om huvudstaden Mexico City. Puerta de San Rafael ligger 2 087 meter över havet och antalet invånare är 978.
Terrängen runt Puerta de San Rafael är platt åt sydväst, men åt nordost är den kuperad. Terrängen runt Puerta de San Rafael sluttar norrut. Runt Puerta de San Rafael är det ganska tätbefolkat, med 104 invånare per kvadratkilometer. Närmaste större samhälle är Santiago de Querétaro, 17,3 km norr om Puerta de San Rafael. Trakten runt Puerta de San Rafael består till största delen av jordbruksmark.